# Volker Benad-Wagenhoff
Volker Benad-Wagenhoff (* 22. November 1948 in Dresden) ist ein deutscher Technikhistoriker und Konservator.

## Leben
Benad-Wagenhoff absolvierte 1967 bis 1973 ein Maschinenbaustudium an der Technischen Hochschule Darmstadt, das er mit dem Diplom abschloss. Anschließend war er als Konstrukteur in der Anlagenplanung tätig. Von 1983 bis 1988 war er wissenschaftlicher Mitarbeiter bei Akoš Paulinyi am Lehrstuhl für Technikgeschichte der TH Darmstadt. 1989 erfolgte die Promotion mit einer Arbeit über den industriellen Maschinenbau im 19. Jahrhundert. Von 1990 bis 2014 war er als Konservator am Technoseum in Mannheim tätig.

## Forschungsschwerpunkte
Forschungsschwerpunkte sind die Geschichte der Fertigungstechnik, vor allem des industriellen Maschinenbaus sowie die Maschinisierung der Münzprägetechnik in der Frühen Neuzeit und am Beginn der Industrialisierung.

## Publikationen (Auswahl)
- Spanabhebende Werkzeugmaschinen im metallverarbeitenden Kleinbetrieb. In: Ulrich Wengenroth (Hrsg.): Prekäre Selbständigkeit. Zur Standortbestimmung von Handwerk, Hausindustrie und Kleingewerbe im Industrialisierungsprozeß. Franz Steiner Verlag, Stuttgart 1989 (= Veröffentlichungen des Instituts für Europäische Geschichte. Abteilung Universalgeschichte. Beiheft 31), S. 151–175.
- Die Grundlinien der konstruktiven Entwicklung spanender Werkzeugmaschinen im 19. Jahrhundert. In: Volker Benad-Wagenhoff (Hrsg.): Emanzipation des kontinentaleuropäischen Maschinenbaus vom britischen Vorbild. Kolloquium an der Technischen Hochschule Darmstadt vom 4. bis 7. April 1989. Präsident der THD, Darmstadt 1990, S. 23–42.
- Die Entstehung der Werkzeugmaschinen in der Industriellen Revolution und der deutsche Werkzeugmaschinenbau bis 1914/18. In: Technikgeschichte 58 (1991), 4, S. 279–296.
- Das Wechselspiel von Baustoff, Schneidstoff und Werkzeuggeometrie in der spanenden Fertigung des 19. und frühen 20. Jahrhunderts. In: Ferrum. Nachrichten aus der Eisenbibliothek, Stiftung der Georg Fischer AG 63 (1991), S. 46–57. Online e-periodica.ch
- Die Schraubenherstellung von der vorindustriellen Einzelfertigung zur Massenproduktion 1800–1960. In: Museum für Schrauben und Gewinde (Hrsg.): Schrauben und Gewinde. Thorbecke, Sigmaringen 1992, S. 71–94.
- Fertigungsorganisation im Maschinenbau. In: Ulrich Wengenroth (Hrsg.): Technik und Wirtschaft. VDI-Verlag, Düsseldorf 1993. {= Technik und Kultur. Bd. 8), S. 242–256.
- Handwerk, Maschine, Automat. Bemerkungen zum Reuleauxschen Maschinenbegriff. In: Volker Benad-Wagenhoff (Hrsg.): Industrialisierung. Begriffe und Prozesse. Festschrift Akos Paulinyi zum 65. Geburtstag. Verlag für Geschichte der Naturwissenschaften und der Technik, Stuttgart 1994, S. 181–208.
- Revolution vor der Revolution? – Buchdruck und Industrielle Revolution. In: Gibt es Revolutionen in der Geschichte der Technik? Technische Universität Darmstadt, Darmstadt 1999, S. 95–120.
- Maschinenbau – Schlüsselbranche der Industrialisierung. In: Gründerzeit 1848–1871. Industrie & Lebensträume zwischen Vormärz und Kaiserreich. Deutsches Historisches Museum, Sandstein-Verlag, Dresden 2008, S. 142–150.
- Die Maschinisierung der Münzfertigung Entwicklung und technikhistorische Stellung der Prägetechnik zwischen 1450 und 1850. In: Abhandlungen der Braunschweigischen Wissenschaftlichen Gesellschaft. Band 60, 2008, S. 213–283.
- Teilefertigung und Montage in der metallverarbeitenden Industrie. Entwicklungstendenzen von 1800 bis 1970. In: Ferrum. Nachrichten aus der Stiftung Eisen-Bibliothek der Georg Fischer AG 81 (2009), S 23–36. Online e-periodica.ch